# Ejegod Mølle
Ejegod Mølle er en hollandsk vindmølle, der blev opført i 1816 i Nykøbing Falster. Møllens yderside er blevet restaureret for nylig, og i 2010 åbnede Legetøjsmuseet i møllen og de tilhørende bygninger, der også er bevaret.

## Beskrivelse
Møllen er en ottekantet hollandsk vindmølle, hvis fundament er bygget i mursten og kampesten samt brædder på klink. Den er bygget i mursten op til galleriet. Overmøllen er beklædt med spån. Vingerne har hækværk til sejl. Hatten er løgformet og beklædt med spån. Møllen har krøjebjælker til manuel krøjning.

## Historie
Ejegod Mølle blev bygget i 1816 til gården Ejegod (nu nedrevet) af diplomaten Michael Classen, der var fætter til Johan Frederik Classen fra Corselitze. Det følgende år blev møllen og møllerens hus forsikret mod band. Det stråtækte lade bliver først nævnt i 1830.
Møllen blev drevet af fæstebønder, heriblandt Jens Nicolai Jappe, der kom af en familie af møllere. Møllen oplevede nedgangstider i 1850'erne, sandsynligvis som følge af konkurrencen fra en dampdrevet mølle i Nykøbing. Efter at aktiviteter i møllen næsten var ophørt blev den opkøbt af Nyborg Kommune i 1939 i lyset af dens historie. Den fortsatte dog med at forfalde, indtil den blev restaureret i 1960'erne og 70'erne på privat initiativ fra byens borgere. Herefter fik den igen lov at forfalde, indtil den blev overtaget af Ejegod Møllelaug i 2002. En større udvendig renovering blev påbegyndt i 2002 og var færdig i 2010, hvor møllen havde fået et nyt galleri samt nye tegl. Lauget forsøger nu at finde penge til at restaurere møllen indvendigt.
Møllen, det tilhørerende møllerhus og laden blev fredet i 1964. I 2009 blev Legetøjsmuseet etableret i møllerhuset, og det åbnede i 2010.